# NGC 1905
NGC 1905 ist die Bezeichnung eines offenen Sternhaufens im Sternbild Dorado. Das Objekt wurde am 2. Januar 1837 von John Herschel entdeckt.